# A Bridge to a Border
A Bridge to a Border je americké filmové drama z roku 2014. Film natočil režisér Rob Nilsson podle vlastní scénáře a premiéru měl dne 10. října 2014 na festivalu Mill Valley Film Festival ve městě Mill Valley v Kalifornii. Film, který byl natáčen výhradně v noci, vypráví příběh o aktivistech, kteří chtějí odstřelit sanfranciský most Golden Gate Bridge. Hlavní postavou je bývalý člen pohraniční stráže Pakal Gomez, který byl uvězněn za zložin, který nespáchal. Gomez je ve vězení, ale kvůli záchvatům je odvezen do zdravotnického zařízení, odkud uprchne. V hlavních rolích se ve filmu představili Richard Castrillon, Tristan Cunningham a Jeff Kao. Jméno postavy doktora Raye Satyajita, kterou ztvárnil indický herec Ravi Valleti, je poctou indickému filmovému režisérovi Satyajit Rayovi. Herci ve filmu mohli do určité míry improvizovat.

## Obsazení
| Richard Castrillon   | Pakal           |
| Deniz Demirer        | Vaclav          |
| Jeff Kao             | Graver          |
| Tristan Cunningham   | Africa          |
| Michelle Anton Allen | Liz             |
| Clayton Allen        | Pete            |
| Brette McCabe        | Cleo            |
| Rez Graham           | Zero            |
| Erich Fleshman       | Ricky Bobineau  |
| Marshall Spight      | Kellogg         |
| Catherine Lerza      | Theresa         |
| William Martin       | Andrew          |
| Carmen Barsody       | Fool            |
| Christopher Damm     | Tanner Morrison |
| Alex Darr            | Jerome          |
| Luis de la Para      | Cholo           |
| Alex Hero            | Herschel        |
| Galina Pasternak     | Kamanev         |
| Mia Perez            | Frida           |
| Tiziana Perinotti    | Alexandra       |
| Michael Smith        | Charles Atman   |
| Ravi Valleti         | Ray Satyajit    |